# Scalmogomphus
Scalmogomphus is een geslacht van echte libellen (Anisoptera) uit de familie van de rombouten (Gomphidae).

## Soorten
- Scalmogomphus bistrigatus (Hagen, 1854)
- Scalmogomphus falcatus Chao, 1990
- Scalmogomphus guizhouensis Zhou & Li, 2000
- Scalmogomphus schmidti (Fraser, 1937)
- Scalmogomphus wenshanensis Zhou, Zhou and Lu, 2005